# Prosopium
Prosopium es un género de peces de la familia salmónidos. Son peces teleósteos de agua dulce que habitan en las zonas norteñas de América del Norte y el este de Rusia, donde viven en lagos y ríos grandes, visitando las aguas salobres.
Anatómicamente y genéticamente emparentados con los corégonos de la misma subfamilia, de cuerpo más cilíndrico.

## Especies
Se consideran las siguientes especies válidas en este género:
- Prosopium abyssicola (Snyder, 1919)
- Prosopium coulterii (Eigenmann & Eigenmann, 1892)
- Prosopium cylindraceum (Pennant, 1784)
- Prosopium gemmifer (Snyder, 1919)
- Prosopium spilonotus (Snyder, 1919)
- Prosopium williamsoni (Girard, 1856)